# 章谷镇
章谷镇，是中华人民共和国四川省甘孜藏族自治州丹巴县下辖的一个乡镇级行政单位。2019年12月，将原水子乡水子一村、水子二村、水子三村、大马村、长纳村、各宗村、吉宗村，原东女谷乡纵宁村、俄满村、俄多村，原聂呷乡甲居三村佛爷岩片区，革什扎镇布科村索断桥片区和梭坡乡宋达村黄土坎区域，巴旺乡扎科村大金川河中心线以东集体荒山荒坡区域划归章谷镇管辖，章谷镇人民政府驻水子一村1组7号。

## 行政区划
章谷镇下辖以下地区：
章谷镇社区、白呷依村和城关村。